# Alexandre Estienne d'Augny
Cet article concerne Alexandre d'Augny. Ne pas confondre avec Claude-Jean Rigoley, baron d’Ogny, ni avec Henri Lambert d'Herbigny, marquis de Thibouville.
Alexandre Marc René Estienne d'Augny de Thibouville, né en 1715 et décédé le 17 janvier 1798 à Paris, est un fermier général français.

## Biographie
Fils de Philbert Estienne d'Augny (1675-1737), fermier général originaire des environs de Metz, et de Geneviève de Parron, il devient lui-même fermier général avant 1738. Il fut doyen de la Ferme de 1762 à 1767.
En 1738, « ami éclairé des arts », alors qu'une mission pour la Ferme l'a amené à Clermont, il remarque le talent d'un jeune musicien, Antoine Dauvergne. Il lui propose de l'emmener à Paris et, dès le lendemain de son arrivée dans la capitale, le présente à Rameau,
À cette époque, il habite « rue Sainte-Anne près les Nouvelles-Catholiques », comme en témoignent les pages de titre de deux des œuvres de Dauvergne.
Entre 1746 et 1748, il achète un terrain rue de la Grange-Batelière (dans la partie de cette rue qui appartient aujourd'hui à la rue Drouot) et charge l'architecte Charles-Étienne Briseux de lui construire un hôtel particulier pour y accueillir celle qu'il espère épouser, Mademoiselle Beauménard, dite « Gogo », comédienne à la Comédie-Française. C'est l'hôtel d'Augny, qui deviendra en 1848 la mairie de l'ancien 2e arrondissement de Paris et en 1860 celle de l'actuel 9e arrondissement.
C'est en l'hôtel d'Augny qu'aura lieu, du vivant de Fontenelle, une des premières répétitions de la remise en musique d'Énée et Lavinie par le fidèle Antoine Dauvergne.
On trouvait également sur place un très beau clavecin Ruckers, qui aurait été peint par Rubens.
M. d'Augny possédait également une magnifique collection de pierres précieuses, qui nous est connue par le catalogue établi pour la vente effectuée après son décès. 
De 1764 à 1769, alors qu'il est chargé par Louis XV de tracer la route royale qui va de Paris à Caen, il fait construire à Fontaine-la-Soret le château de la Carogère.
En 1778, il fait l'acquisition de la seigneurie de Marchefroy et de ses dépendances aux héritiers de Jeanne Josèphe Chardon, veuve de Charles-Étienne Lemoine, président au Parlement de Paris.
Il avait quitté la Ferme dès 1768. C'est peut-être ce qui lui permettra d'échapper à la guillotine lors de la Révolution : arrêté par la section du Mont-Blanc sur la base du décret de nivôse an II concernant les fermiers, il ne fait pas partie des inculpés des procès de floréal, mais n'est pas libéré pour autant. Après l'avoir arrêté, le comité révolutionnaire de la section du Mont-Blanc lui décerne le 23 thermidor an II, ainsi qu'à Sanlot et Delaage fils, un brevet de civisme. Il semble avoir été libéré en même temps qu'eux le 2 fructidor suivant.